# Sarrin
Sarrin (Arabisch: صرين, Koerdisch: Zêrîn) is een plaats in het noorden van Syrië, ten zuiden van Kobani en 3 kilometer ten oosten van de Eufraat. In 2004 woonden er 6.140 mensen in Sarrin. De plaats valt onder het gouvernement Aleppo.
In juli 2015 veroverde de Koerdische YPG Sarrin op de Islamitische Staat, na een maandlange strijd. Zij werden daarbij geholpen door luchtaanvallen van de Amerikaanse luchtmacht.